# Paratylana constipata
Paratylana constipata är en insektsart som först beskrevs av Melichar 1906.  Paratylana constipata ingår i släktet Paratylana och familjen sköldstritar. Inga underarter finns listade i Catalogue of Life.